# Svenska idrottsgalan 2002
Svenska idrottsgalan 2002 hölls i Globen den 14 januari 2002. Kristin Kaspersen och Leif "Loket" Olsson var programledare.
Priser till Sveriges bästa idrottare under 2001 delades ut i följande kategorier. Årets kvinnliga idrottare, Årets manlige idrottare, Årets lag, Årets ledare, Årets nykomling, Årets prestation och Årets idrottare med funktionshinder. Även Jerringpriset, TV-sportens Sportspegelpris och Björn Borg-stipendiet delades ut. Dessutom kunde tittarna rösta på Tidernas bästa landslag.

## Priser
| Pris                                | Prisutdelare | Nominerade | Vinnare                                       |                                               |
| ----------------------------------- | ------------ | --- | --------------------------------------------- | --------------------------------------------- |
| Årets kvinnliga idrottare           |              | Magdalena Forsberg, skidskytte Kajsa Bergqvist, friidrott Annika Sörenstam, golf Anja Pärson, alpint                            | Annika Sörenstam, golf                        |                                               |
| Årets manlige idrottare             |              | Christian Olsson, friidrott Nicklas Lidström, ishockey Per Elofsson, längdskidåkning Patrik Andersson, fotboll                  | Per Elofsson, längdåkning                     |                                               |
| Årets lag                           |              | Sveriges herrlandslag i handboll Sveriges herrlandslag i fotboll Sveriges herrlandslag i curling Sveriges damlandslag i fotboll | Sveriges herrlandslag i fotboll               |                                               |
| Årets ledare                        |              | Bengt Johansson, handboll Sven-Göran Eriksson, fotboll Ulf Karlsson, friidrott Sören Cratz, fotboll                             | Sven-Göran Eriksson, fotboll                  |                                               |
| Årets nykomling                     |              | Susanna Kallur, friidrott Marcus Ahlm, handboll Zlatan Ibrahimović, fotboll Johan Röjler, skridsko                              | Susanna Kallur, friidrott                     |                                               |
| Årets prestation                    |              | Christian Olsson, friidrott Sven-Göran Eriksson, fotboll Annika Sörenstam, golf Anja Pärson, alpint                             | Christian Olsson, friidrott                   |                                               |
| Årets idrottare med funktionshinder |              | Anders Grönberg, bågskytte Ronny Persson, skidor Jörgen Eriksson, golf Cecilia Ferm, basket                                     | Cecilia Ferm, basket                          |                                               |
| Jerringpriset                       |              | Vinnare: Magdalena Forsberg, skidskytte                                                                                         | Vinnare: Magdalena Forsberg, skidskytte       | Vinnare: Magdalena Forsberg, skidskytte       |
| Bragdguldet                         |              | Vinnare: Per Elofsson, längdåkning                                                                                              | Vinnare: Per Elofsson, längdåkning            | Vinnare: Per Elofsson, längdåkning            |
| TV-sportens Sportspegelpris         |              | Vinnare: Thor Guttormsen | Vinnare: Thor Guttormsen                      | Vinnare: Thor Guttormsen                      |
| Tidernas svenska landslag           |              | Vinnare: Sveriges herrlandslag i fotboll 1994                                                                                   | Vinnare: Sveriges herrlandslag i fotboll 1994 | Vinnare: Sveriges herrlandslag i fotboll 1994 |

### Fotnoter
1. ↑  ”Svensk mediedatabas”. http://smdb.kb.se/catalog/id/001568114. Läst 16 september 2011.